# محاكاة الشمس
محاكاة الشمس solar simulator

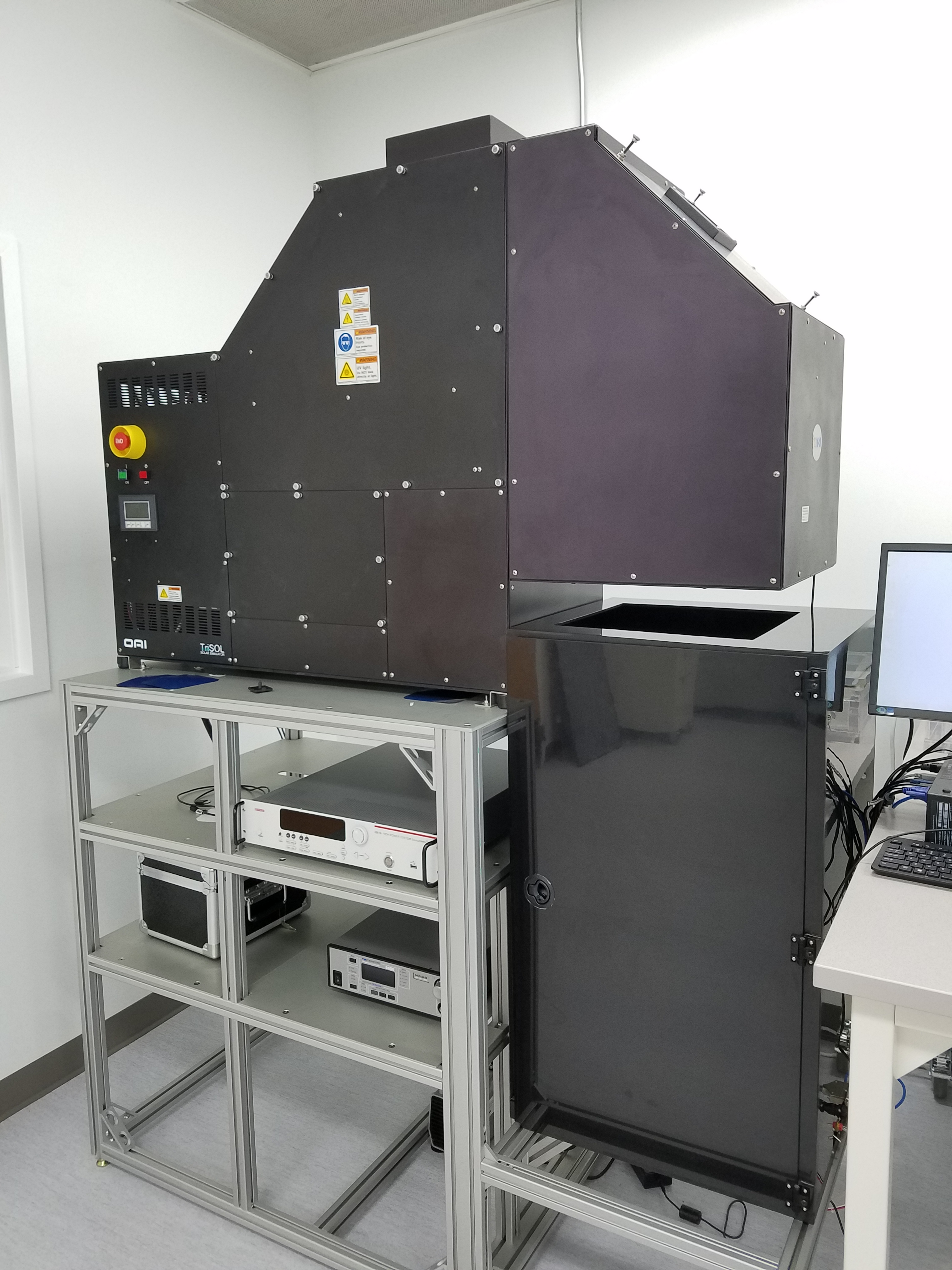
جهاز محاكاة الشمس معملي ، نوع AAA solar simulator

هو جهاز ينتج ضوءا مماثلا تقريبا لضوء الشمس الطبيعي . والغرض من هذا الجهاز هو الحصول على جهاز يعمل في مختبر تحت ظروف معملية لاختبار خلايا ضوئية ، خلايا شمسية، واقيات شمسية، لدائن , واختبار مواد أخرى وأجهزة.
نظرا لأن ضوء الشمس يتعرض لتغيرات كثيرة أثناء النهار فإن استخدام شمس اصطناعية في المختبر بدلا من العمل في الخارج تحت ضوء الشمس له ميزة أن القياس يتم تحت ظروف محددة ، و مستمرة ، ولا تعتمد على وقت النهار أو التغيرات في الفصول السنوية المختلفة ، وتسمح تلك القياسات بإعادتها والحصول على نتائج دقيقة.
تحتاج تلك الأجهزة تكلفة عالية في تصنيعها وتشغيلها وصيانتها، وكذلك صعوبة الحصول على جهاز اصطناعي ينتج طيفا مماثلا لطيف الشمس.

## تطبيقاتها
- في دراسة النباتات تحت ظروف بيئية معينة.
- قياس نفاذية الطاقة الكلية لمساحات كبيرة من الأجزاء المصنعة الشفافة والحواجز الشمسية.
- العلاج بأشعة الشمس في الطب
- قياس قدرة الخلايا الشمسية , والألواح الشمسية .
- اختبار قدرة المجمعات الشمسية.
- اختبار معدل تباطوء إنتاجية الخلايا الشمسية بمرور الزمن .

## التصنيفات
طبقا للمعياريتين IEC 60904-9 Edition2 و ASTM E927-10 standards

التي تستخدمان في اختبارات الخلايا الشمسية ، يُقيم الجهاز بالنسبة إلى:
1. نوع الطيف
2. التوزيع المساحي للضوء
3. الاستقرار الزمني

لكل من تلك الثلاثة خواص توجد ثلاثة تقييمات : A, B, C. الخواص المطلوبة لكل تصنيف معرفة في الجدول 1 التالي. يصنف الجهاز تحت تصنيف A إذا أوفت كل من خواصة الثلاثة بالتصنيف A أو أحيانا بالتصنيف AAA.
| التصنيف | مماثلة الطيف الطبيعي (لكل مرحلة) | تساوي الإضائية المساحية | الاستقرار الزمني |
| ------- | -------------------------------- | ----------------------- | ---------------- |
| Class A | 0.75–1.25                        | 2%                      | 2%               |
| Class B | 0.6–1.4                          | 5%                      | 5%               |
| Class C | 0.4–2.0                          | 10%                     | 10%              |

The solar simulation spectrum is further specified via the integrated irradiance across several wavelength intervals. The percentage of total irradiance is shown below in Table 2 for the standard terrestrial spectra of AM1.5G and AM1.5D, and the extraterrestrial spectrum, AM0.

## اقرأ أيضا
- كتلة الهواء (الطاقة الشمسية)